# Metacnephia karakechensis
Metacnephia karakechensis är en tvåvingeart som beskrevs av Yankovsky 2000. Metacnephia karakechensis ingår i släktet Metacnephia och familjen knott. Inga underarter finns listade i Catalogue of Life.